# Ressorgiment islàmic

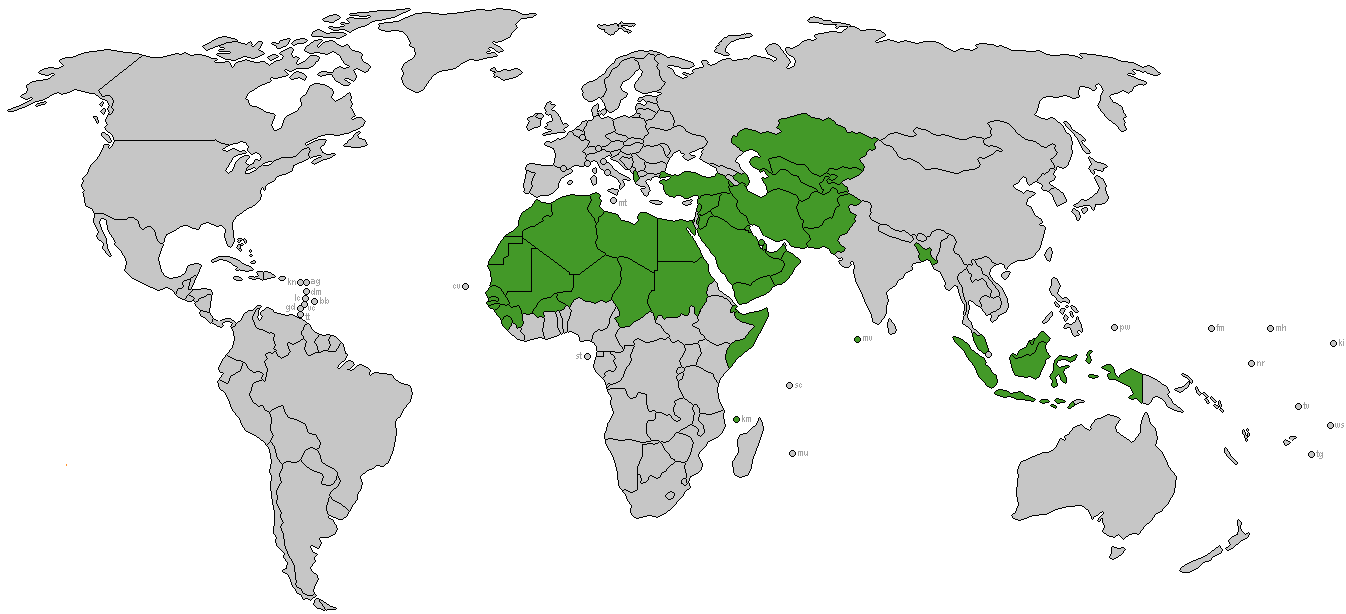
Països de majoria musulmana. També hi ha minories significatives a Índia, Xinjiang, Filipines, Israel, Xipre, Bòsnia o Tanzània, entre d'altres.

El ressorgiment islàmic o "despertar de l'Islam" (en àrab, الصحوة الإسلامية, aṣ-Ṣaḥwah l-ʾIslāmiyyah) es refereix a una revifada de la religió musulmana per tot el Món islàmic i, de fet, per tot el món, que es va produir aproximadament durant els anys 1970 i que es manifesta amb un increment de la religiositat i del sentiment de comunitat, i amb una creixent adopció de la cultura islàmica, de la manera de vestir, del vocabulari, de la segregació per sexes, i dels preceptes de l'islam pels musulmans. Un exemple molt espectacular d'això és el gran increment que ha experimentat el compliment del Hajj, el pelegrinatge anual a la Meca que cada musulmà que s'ho pugui permetre ha de fer almenys un cop a la vida, i que ha passat de 90.000 persones l'any 1926 a 2 milions el 1979.

## Causes
Des d'una perspectiva occidental, els tres fets més importants que inspiraren aquest ressorgiment foren la política expansionista del nou estat d'Israel, especialment des de la Guerra dels Sis Dies del 1967, que clava una falca jueva al cor mateix de la ciutat santa de Jerusalem i converteix en refugiats apàtrides tot el poble palestí, la Crisi del petroli del 1973 i la Revolució islàmica que va instaurar una República islàmica a l'Iran el 1979 sota el lideratge de l'aiatol·là Khomeini.

## Efectes
Cada un dels tres factors que es consideren causes del ressorgiment islàmic tenen les seves pròpies conseqüències. El primer va generar en tot el Món islàmic una certa solidaritat envers els germans musulmans perseguits i, sobretot, va proporcionar l'argument fàcil de l'enemic comú per als discursos inflamats dels ulemes. El segon factor, amb la quadruplicació del preu del petroli, va proporcionar una font aparentment inesgotable de capitals per als països del Golf Pèrsic (els anomenats petrodòlars) per finançar llibres, beques, escoles coràniques i mesquites arreu del món, però també organitzacions terroristes, com ara Al-Qaida. Finalment, el tercer factor va soscavar greument la idea que l'Occidentalització pogués millorar i fer progressar el Món islàmic i que fos cap tendència de futur irreversible.
El ressorgiment és una reacció contra la tendència a l'Occidentalització de la majoria de governs del Món àrab i del sud d'Àsia durant les primeres dècades del segle xx. Sovint s'associa aquest ressorgiment amb moviments polítics com l'islamisme, el fonamentalisme islàmic o el panarabisme, i altres formes de reislamització. Tot i que el ressorgiment islàmic també ha anat acompanyat d'un perillós extremisme religiós, amb atacs terroristes contra objectius principalment occidentals, aquest vessant violent del moviment representa tan sols una petita part del ressorgiment islàmic entès com a fenomen global.

## Estudiosos del fenomen
Aquest fenomen ha estat estudiat per historiadors com John Esposito i Ira Lapidus. Un moviment polític internacionalista associat amb aquest ressorgiment és el panislamisme, que ha estat estudiat pels experts en Islam francesos Gilles Kepel i Olivier Roy. També inclou un sentiment d'"identitat islàmica universalista creixent" que solen compartir els musulmans immigrants i els seus descendents que viuen en països no musulmans, segons Lapidus: "La creixent integració de les societats de tot el món com a resultat de la intensificació de les comunicacions, dels mitjans de comunicació, dels viatges i de les migracions fa més comprensible el concepte d'un Islam únic practicat arreu de manera semblant, i d'un Islam que transcendeix els costums nacionals i ètnics". Però no necessàriament organitzacions polítiques o socials internacionals: "Una identitat islàmica global no ha d'implicar necessàriament, ni tan sols en la majoria dels casos, l'activitat de grups organitzats. Tot i que els musulmans es reconeixen mútuament com a membres d'una gran família, el cor real de la vida religiosa musulmana resta al marge de la política, en associacions locals de culte, discussió, ajuda mútua, ensenyament, caritat i altres activitats comunitàries.